# Myristica pilosigemma
Espèce
Statut de conservation UICN

 VU A1c, D2 : Vulnérable
Myristica pilosigemma est une espèce de plantes du genre Myristica de la famille des Myristicaceae.